# かませ犬
かませ犬（かませいぬ）とは、本来は闘犬において調教する犬に噛ませて自信を付けさせるためにあてがわれる弱い犬のことである。他の通称としてアンダードッグがある。

## 概説
若い闘犬には、まず弱い犬をあてがい、その犬を十分に噛ませることで勝つ味を教える。しかし若い犬は戦い方がわからず、うまく噛めないこともあるため、そういう場合には弱い犬の口を縛ったりする例もあるという。往々にして、闘犬を引退した老犬がかませ犬として使われる。
ここから転じて、スポーツ・格闘技において選手やチームの調整のためや華々しい勝利を観客に見せ付けるために、意図的に対戦させる実力の劣る相手や、フィクション作品において主人公または強大な敵役の強さを見せ付けるためのやられ役を指すようになった。例として、映画『ロッキー』におけるチャンピオンのアポロ・クリードに対するロッキー・バルボアや、漫画『ドラゴンボール』に登場するキャラクター孫悟空(主人公)に対するクリリン(サブキャラクター)のような立場がある。